# Paidiscura dromedaria
Paidiscura dromedaria là một loài nhện trong họ Theridiidae.
Loài này thuộc chi Paidiscura. Paidiscura dromedaria được Eugène Simon miêu tả năm 1880.